# Autobumser
Autobumser ist die umgangssprachliche Bezeichnung für Personen, die Verkehrsunfälle mit ausschließlich Sachschäden fingieren oder provozieren, um den Unfallgegner oder Versicherungsgesellschaften, insbesondere die Kfz-Haftpflichtversicherung, zu betrügen. Auch in der Schweiz wird der Begriff für diese Tatbestände verwendet, in Österreich ist von „Schussfahrern“ die Rede.

## Allgemeines
Die Versicherungswirtschaft geht davon aus, dass etwa zehn Prozent aller Verkehrsunfälle in Deutschland typische Anzeichen einer Manipulation aufweisen und einen jährlichen Schaden in der Kraftfahrtversicherung von 2 Milliarden Euro verursachen. Gestellte Autounfälle sind ein relativ junger Straftatbestand, der die unfallbedingte Verwirrung arglos Beteiligter ausnutzt und schwer nachweisbar ist. Der Neologismus tauchte in Deutschland erstmals 1973 in der Kriminalistik auf.
Der finanzielle Vorteil besteht für die Täter darin, dass sie kollusiv mit Autowerkstätten zusammenarbeiten, die für die meist teuren Autos überhöhte Reparaturkosten in Rechnung stellen. Ein oft wesentliches Merkmal der geltend gemachten Schäden ist, dass diese monetär betragsmäßig möglichst hoch ausfallen und sich gleichzeitig aber mit wenig Aufwand reparieren lassen. Der im als Abrechnungsgrundlage dienenden Schaden-Gutachten vorgesehene Reparaturweg wird dazu in der Regel nicht eingehalten, sondern vorrangiges Ziel ist die optische Wiederherstellung mit geringstem Aufwand. Solche Fahrzeuge werden in der Regel mehrfach verwendet. In einigen Fällen sind auch Rechtsanwälte oder Sachverständige mit beteiligt am Betrug.

## Tatbestandsmerkmale
Entweder sind beide Unfallgegner als professionelle Betrüger beteiligt oder die Täter verwickeln ahnungslose Fahrzeugführer in einen Unfall, um eine Versicherungsleistung zu beanspruchen. In beiden Fällen ist der Straftatbestand des Betruges im Sinne von § 263 StGB verwirklicht. Zudem liegt auch ein gefährlicher Eingriff in den Straßenverkehr nach § 315b Abs. 3 StGB vor, da ein Unglücksfall absichtlich herbeigeführt worden ist. Provozierte Unfälle erfüllen den Tatbestand des § 315b Abs. 1 Nr. 2 StGB in Verbindung mit § 315 Abs. 3 Nr. 1 und 2 StGB (gefährlicher Eingriff in den Straßenverkehr).
Bei einem gestellten Unfallereignis liegt versicherungsrechtlich kein Verkehrsunfall im Sinne eines zufälligen, unfreiwilligen Ereignisses vor. Verkehrsrechtlich im Sinne des § 7 Abs. 1 StVG ist ein gestellter Unfall auch ein echter Unfall. Die Einwilligung stellt sich lediglich als ein die Haftung ausschließender Rechtfertigungsgrund dar. Nach dem äußeren Bild besteht kein Zweifel an der Haftung aus den §§ 7, § 18 StVG, § 823, § 831 BGB und damit auch der Eintrittspflicht des Haftpflichtversicherers nach § 115 Abs. 1 VVG. Eine Kollision hat tatsächlich, wenn auch absichtlich, stattgefunden. Diese Begehungsform ist eine in der Praxis häufig auftretende Variante des Versicherungsbetrugs. Geschädigtes Opfer und schädigender Täter verursachen den Unfall gemeinsam. In diesem Zusammenhang spielt die Unfallrekonstruktion eine große Rolle, da stereotype Verhältnisse anzutreffen sind.

## Unfallkonstellationen
Auffahrunfälle, Vorfahrtsverletzungen oder das Fahren gegen abgestellte Fahrzeuge sind die unauffälligsten Konstellationen, in denen die gesetzliche Haftung und damit auch die des Haftpflichtversicherers ausgelöst wird. Bei gestellten Verkehrsunfällen ist die Ansicht vertreten worden, Wesensmerkmal eines Unfalls sei die Unfreiwilligkeit. Von einem Verkehrsunfall, für den nach § 7 Abs. 1 StVG einzustehen sei, könne dann nicht die Rede sein, wenn das „Opfer“ (der Fahrer des beteiligten geschädigten Fahrzeugs) in die Kollision eingewilligt habe. Der Bundesgerichtshof (BGH) hat diese Ansicht verworfen, vor allem wegen der Wirkungen auf die Beweislastverteilung. Die Einwilligung ist für den BGH vielmehr ein allgemeiner Rechtfertigungsgrund, für den der Schädiger die Beweislast trägt. In der gerichtlichen Praxis spielt diese Ansicht keine Rolle mehr.

## Fälle
Der spektakulärste Fall ist der „Speyrer Kreis“ mit 7.740 Unfällen und 7.049 Fahrzeugen bei 1.000 Tatbeteiligten. Auch der Fall einer Offenbacher Großfamilie mit mehr als 70 provozierten Unfällen war medienwirksam. Ein Täter aus Weiden in der Oberpfalz mit 90.000 Euro fingierter Schadenssumme wurde im Januar 2013 zu 5 Jahren und 6 Monaten Freiheitsstrafe verurteilt. Das Urteil war wegen einer Absprache im Vorfeld des Prozesses milde ausgefallen.

## Vorkehrungen
Es handelt sich in der Regel um stereotyp ablaufende Unfallsituationen, die durch Schadensmeldungen an die Versicherungen herangetragen werden. Die Versicherungswirtschaft kann mit Hilfe zentralisierter Computerprogramme Verdachtsfälle des Autobumsens herausfiltern und somit weitgehend verhindern, dass unberechtigte Schadenssummen zur Auszahlung gelangen.